# Robert Easter Jr.
Robert Easter Jr. (Toledo, Ohio, 26 de enero de 1991) es un boxeador estadounidense. Desde 2016 a 2018, fue el campeón mundial de la IBF del peso ligero.

## Carrera amateur
Como aficionado, Easter Jr. compiló un récord de 213 victorias y 17 derrotas, y fue suplente en el equipo de boxeo de los Estados Unidos para los Juegos Olímpicos de 2012. Al no haber ganado ningún título amateur nacional, su decisión de convertirse en profesional más adelante ese año vino por recomendación de su compañero nativo de Ohio y ex campeón mundial Adrien Broner, con quien actualmente comparte un entrenador en Mike Stafford.

## Carrera profesional
Easter hizo su debut profesional el 10 de noviembre de 2012, deteniendo a Eddie Corona en dos rondas. Y otras siete peleas consecutivas las ganó antes de tiempo, hasta una decisión unánime de ocho asaltos (UD) contra Daniel Attah el 25 de enero de 2014. Easter obtuvo su primer triunfo notable el 1 de abril de 2016, deteniendo al ex campeón mundial Argenis Mendez en cinco rondas.
En su próxima pelea, el 9 de septiembre de 2016, Easter ganó su primer campeonato mundial, el título vacante de peso ligero de la FIB, luego de una dura decisión dividida sobre Richard Commey. Su primera defensa, el 10 de febrero de 2017, fue tremendamente exitosa, ya que anotó tres derribos contra Luis Cruz consiguiendo la decisión unánime. El 30 de junio, Easter tuvo una salida mucho más dura contra el retador obligatorio Denis Shafikov, a quien derrotó por decisión unánime después de una pelea competitiva y contundente.

## Récord profesional
| 23 Ganadas (14 KOs), 1 Derrota, 1 Empate |        |                      |      |              |            |                                                        |                                                                                      |
| Res.                                     | Récord | Oponente             | Tipo | Rd., Tiempo  | Datos      | Localidad                                              | Notas                                                                                |
| G                                        | 23–1–1 | Ryan Martin          | UD   | 12           | 2021-02-20 | Mohegan Sun Casino, Uncasville                         |                                                                                      |
| G                                        | 22–1–1 | Adrian Granados      | UD   | 10           | 2019-10-26 | Santander Arena, Reading, Pensilvania                  |                                                                                      |
| E                                        | 21–1–1 | Rances Barthelemy    | SD   | 12           | 2019-04-27 | Cosmopolitan of Las Vegas, Las Vegas                   | Por el título mundial vacante de la WBA del peso ligero.                             |
| D                                        | 21–1   | Mikey Garcia         | UD   | 12           | 2018-07-28 | Barclays Center, Nueva York                            | Pierde el título mundial de la IBF del peso ligero. Por el título mundial de la WBC. |
| G                                        | 21–0   | Javier Fortuna       | SD   | 12           | 2018-01-20 | Barclays Center, New York City, New York, U.S.         | Retiene el título mundial de la IBF del peso ligero.                                 |
| G                                        | 20–0   | Denis Shafikov       | UD   | 12           | 2017-06-30 | Huntington Center, Toledo, Ohio, U.S.                  | Retiene el título mundial de la IBF del peso ligero.                                 |
| G                                        | 19–0   | Luis Cruz            | UD   | 12           | 2017-02-10 | Huntington Center, Toledo, Ohio, U.S.                  | Retiene el título mundial de la IBF del peso ligero.                                 |
| G                                        | 18–0   | Richard Commey       | SD   | 12           | 2016-09-09 | Santander Arena, Reading, Pensilvania, U.S.            | Gana el título mundial vacante de la IBF del peso ligero.                            |
| G                                        | 17–0   | Argenis Mendez       | TKO  | 5 (10), 2:43 | 2016-04-01 | D.C. Armory, Washington D. C., U.S.                    |                                                                                      |
| G                                        | 16–0   | Juan Ramon Solis     | TKO  | 3 (10), 0:45 | 2015-10-03 | U.S. Bank Arena, Cincinnati, Ohio, U.S.                |                                                                                      |
| G                                        | 15–0   | Osumanu Akaba        | TKO  | 6 (10), 2:36 | 2015-08-28 | Convention Center, Washington D. C., U.S.              |                                                                                      |
| G                                        | 14–0   | Miguel Ángel Mendoza | KO   | 2 (10), 2:13 | 2015-06-20 | MGM Grand Garden Arena, Paradise, Nevada, U.S.         |                                                                                      |
| G                                        | 13–0   | Alejandro Rodríguez  | TKO  | 2 (8), 1:15  | 2015-03-07 | MGM Grand Garden Arena, Paradise, Nevada, U.S.         |                                                                                      |
| G                                        | 12–0   | Angel Hernandez      | UD   | 10           | 2014-12-12 | UIC Pavilion, Chicago, Illinois, U.S.                  |                                                                                      |
| G                                        | 11–0   | Roberto Acevedo      | KO   | 1 (6), 1:22  | 2014-09-06 | U.S. Bank Arena, Cincinnati, Ohio, U.S.                |                                                                                      |
| G                                        | 10–0   | Carlos Cardenas      | UD   | 8            | 2014-05-02 | Hard Rock Hotel and Casino, Paradise, Nevada, U.S.     |                                                                                      |
| G                                        | 9–0    | Daniel Attah         | UD   | 8            | 2014-01-25 | D.C. Armory, Washington D. C., U.S.                    |                                                                                      |
| G                                        | 8–0    | Hardy Paredes        | KO   | 1 (8), 2:30  | 2013-12-14 | Alamodome, San Antonio, Texas, U.S.                    |                                                                                      |
| G                                        | 7–0    | Lance Williams       | TKO  | 1 (8), 2:43  | 2013-09-12 | MGM Grand Premier Ballroom, Paradise, Nevada, U.S.     |                                                                                      |
| G                                        | 6–0    | Lowell Brownfield    | KO   | 2 (6), 0:38  | 2013-08-09 | Fantasy Springs Resort Casino, Indio, California, U.S. |                                                                                      |
| G                                        | 5–0    | Antoine Knight       | TKO  | 3 (6), 1:46  | 2013-06-22 | Barclays Center, New York City, New York, U.S.         |                                                                                      |
| G                                        | 4–0    | Eduardo Guillen      | TKO  | 2 (4), 1:30  | 2013-05-18 | Boardwalk Hall, Atlantic City, New Jersey, U.S.        |                                                                                      |
| G                                        | 3–0    | Jose Valderrama      | RTD  | 1 (4), 3:00  | 2013-02-16 | Boardwalk Hall, Atlantic City, New Jersey, U.S.        |                                                                                      |
| G                                        | 2–0    | David Castillo       | KO   | 1 (4), 1:43  | 2012-12-08 | Business Expo Center, Anaheim, California, U.S.        |                                                                                      |
| G                                        | 1–0    | Eddie Corona         | TKO  | 2 (4), 2:39  | 2012-11-10 | Staples Center, Los Ángeles, California, U.S.          | Debut profesional de Easter.                                                         |